# Alyma
Alyma là một chi bọ cánh cứng trong họ 
Elateridae.
Chi này được miêu tả khoa học năm 2004 bởi Arias.

## Các loài
Các loài trong chi này gồm:
- Alyma ariasvillegasai Arias, 2004
- Alyma calafquenensis Arias, 2004
- Alyma contulmoensis Arias, 2004
- Alyma lawlerae Arias, 2004
- Alyma pallipes (Solier, 1851)
- Alyma quiriquinaensis Arias, 2004
- Alyma rieseorum Arias, 2004
- Alyma shapiroi Arias, 2004